# Рогоспорангиеви мъхове
Рогоспорангиевите мъхове (Anthocerotaceae) са семейство неваскуларни растения, единствени в подклас Anthocerotidae и разред Anthocerotales. Той включва около 100 вида, като продължават да бъдат откривани нови. Смята се, че рогоспорангиевите мъхове са една от най-старите групи съществуващи и днес сухоземни растения.

## Класификация
Класификацията на рогоспорангиевите мъхове е обект на изследвания, продължаващи и днес. Традиционно те са причислявани към отдел Мъхове (Bryophyta). Днес се смята, че такава група е парафилетична, така че те са отделени в самостоятелен отдел Anthocerotophyta, като в Bryophyta остават само същинските листнати мъхове. Отдел Anthocerotophyta включва само един клас (Anthocerotopsida). Според някои класификации той включва само разред Anthocerotales, докато според други род Notothylas се отделя в самостоятелен разред Notothyladales, поради своите необичайни характеристики.

## Описание
Гаметофитът на рогоспорангиевите мъхове обикновено представлява дисковиден или лентовиден талом с размери 1 – 5 cm. Характерно е, че клетките при почти всички видове съдържат само по един хлоропласт, което е обичайно за алгите, но не и за растенията. Таломът се прикрепва към земята с прости ризоиди по долната си повърхност. По горната повърхност са разположени антеридии и архегонии. Спорофитът се развива след оплождане на яйцеклетката в архегония. От гаметофитната тъкан израства спорангий с дължина над 1 cm, откъдето идва и наименованието на рогоспорангиевите мъхове.